# Родригес, Тереса
Тере́са Родри́гес (Мари́я Тере́са Родри́гес-Ру́био Ва́скес, исп. María Teresa Rodríguez-Rubio Vázquez; род. 18 сентября 1981) — испанский политик троцкистского толка, представляющая радикальное левое течение «Антикапиталисты» в партии «Подемос». Кандидат «Подемос» на пост президента правительства Андалусии на выборах 2015 и 2018 года. По профессии педагог, филолог-арабист.

## Биография
Изучала арабскую филологию в Севильском университете. Работала учительницей испанского языка в средней школе в Пуэрто-Реаль, затем преподавала в Кадисском университете (2008—2013).

### Политическая деятельность
Ещё в юности Тереса Родригес приняла участие в движении против испанско-американской военно-морской базы Рота. Вступила в коалицию «Объединённые левые», уже в 18-летнем возрасте её включили в список «Объединенные левые зелёные — Призыв для Андалусии» на выборах в парламент Андалусии 2000 года.
Активно участвовала в профсоюзном, студенческом, феминистическом и альтерглобалистском движении. Занималась организацией студенческих протестов против Органического закона об университетах и унификации европейского высшего образования по Болонскому плану, а также кампании против проекта Конституции ЕС (2005).
Вместе с остальными членами «Альтернативного пространства» в 2008 году покинула ряды «Объединённых левых» и участвовала в создании троцкистской группы «Антикапиталистические левые», представляющую Воссоединённый Четвёртый интернационал в Испании. В её составе приняла участие в выборах в Европейский парламент в 2009 году, муниципальных в Кадисе и общегосударственных парламентских в 2011 году.

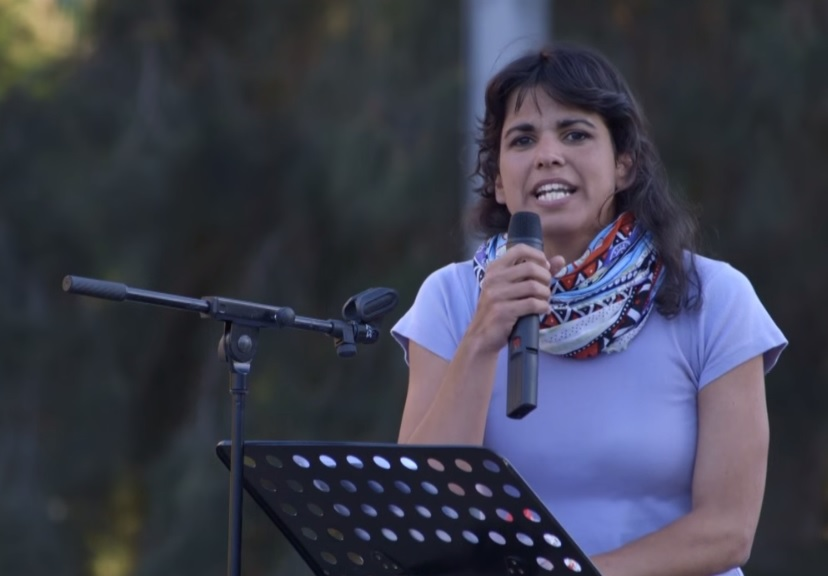
Родригес на митинге в 2015 году

### В «Подемос»
В начале 2014 года по инициативе «Антикапиталистических левых» была запущена новая левая партия «Подемос». На европейских выборах в мае 2014 года заняла второе место в её списке и оказалась в числе пяти членов «Подемос», избранных депутатами Европейского парламента от Испании. Как и остальные её товарищи, отказалась от зарплаты евродепутата (8000 евро): себе она оставляла по 1700 евро, что соответствует среднемесячной зарплате преподавателя, а остальные жертвовала в пользу Андалузского профсоюза трудящихся, в частности, для борющихся сотрудников Delphi Corporation.
В феврале 2015 года 80,86 % голосов была избрана кандидатом «Подемос» на пост председателя правительства Андалусии. В марте 2015 года возглавляла список «Подемос» на местных выборах в Андалусии, её партия заняла третье место, завоевав 15 мест, и она перешла из Европарламента в парламент Андалусии. В апреле 2015 года в рамках процесса открытых праймериз была избрана генеральным секретарём «Подемос» в Андалусии, получив примерно 85 % голосов.

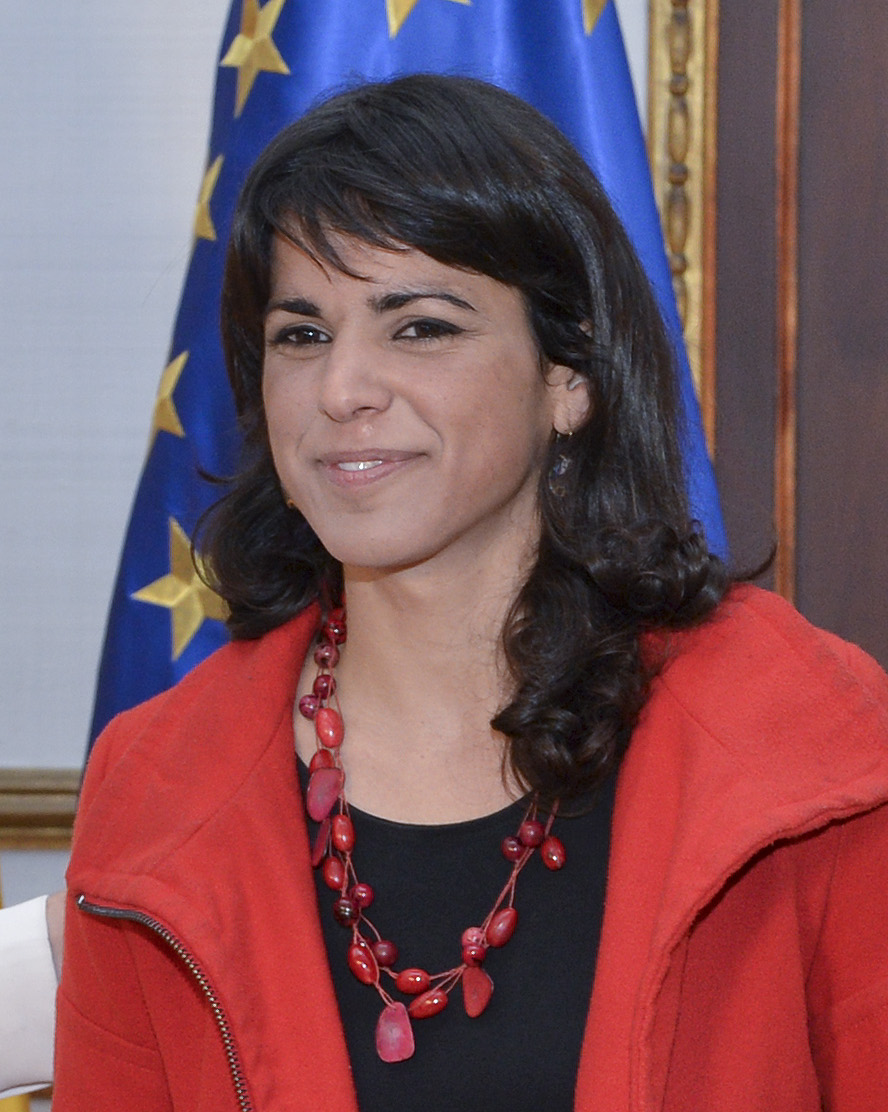
Родригес во время встречи с Сусаной Диас в 2015 году

В ноябре 2016 года Тереса Родригес была переизбрана на должность генсека андалусского отделения «Подемос» с 75,64% поддержки (13 184 голосов). Кандидаты Кармен Лисаррага от «Ahora Andalucía» и Бегонья Гутьеррес от «Andalucía, plaza a plaza» получили более 11% каждая.
На выборах в парламент Андалусии в декабре 2018 года возглавляемая Тересой Родригес коалиция «Вперёд, Андалусия» («Adelante Andalucía») получила 16,19 % голосов и 17 мест — что больше, чем индивидуальный результат её партии на предыдущих выборах, но хуже, чем совокупный показатель составляющих коалиции («Подемос» и «Объединённые левые/Зелёные — Собрание за Андалусию»).